# Antonia Plana
Antonia Plana (1889- Madrid, 29 de març de 1952) fou una actriu espanyola.

## Biografia

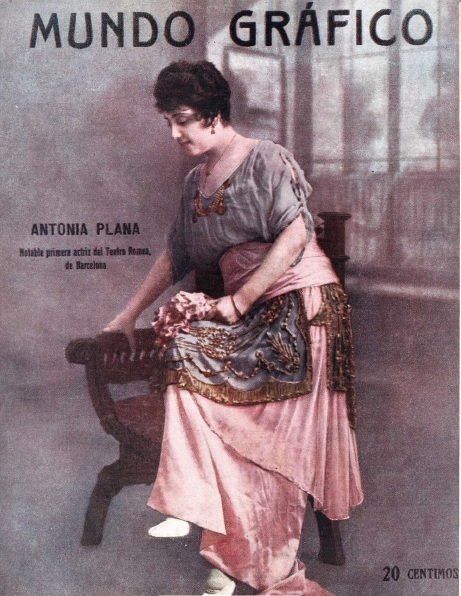
Plana en la portada de Mundo Gráfico (1915)

Actriu fonamentalment teatral, en la seva joventut va formar companyia amb el seu espòs, el també actor Emilio Díaz. En enviduar en 1929, es va vincular professionalment a Emilio Llano. Gran dama del teatre espanyol de la primera meitat del segle xx, va estrenar desenes d'obres, entre les quals es van trobar La propia estimación, Los habitantes de la casa deshabitada, El amor solo dura 2.000 metros i Los ladrones somos gente honrada.
Va tenir també una breu trajectòria cinematogràfica, destacant el seu paper de la criada Petra a El crimen de la calle de Bordadores, d'Edgar Neville.
Va morir a Madrid el 29 de març de 1952.

## Premis
Medalles del Cercle d'Escriptors Cinematogràfics
| Any  | Categoria                | Pel·lícula                          | Resultat   |
| ---- | ------------------------ | ----------------------------------- | ---------- |
| 1946 | Millor actriu secundària | El crimen de la calle de Bordadores | Guanyadora |